# 马关镇 (张家川县)
马关镇，是中华人民共和国甘肃省天水市张家川回族自治县下辖的一个乡镇级行政单位。
2015年10月9日，甘肃省民政厅批复同意撤销马关乡，设立马关镇。

## 行政区划
马关镇下辖以下地区：
石川村、西山村、新义村、东庄村、草湾村、黄花村、上河村、八杜村、西台村、西庄村、上豆村、小庄村、庙湾村、赵沟村、马堡村、东山村和韦沟村。